# Satyrus perdigna
Satyrus perdigna är en fjärilsart som beskrevs av Clench och Shoumatoff 1956. Satyrus perdigna ingår i släktet Satyrus och familjen praktfjärilar. Inga underarter finns listade.